# Svaz osobních železničních dopravců
Svaz osobních železničních dopravců (prezentující se značkou SVOD Bohemia, která však není uvedena ve spolkovém rejstříku ani ve stanovách spolku, ale je použita v zápise z ustavující členské schůze) je český zapsaný spolek, který dle spolkového rejstříku vznikl 7. února 2022, dle tiskové zprávy byl založen již na ustavujícím shromáždění a první valné hromadě dne 21. ledna 2022.
Cílem spolku je podpora osobní železniční dopravy, dotované i komerční, její funkčnosti a efektivity, a hájení a prosazovaní společných zájmů dopravců v osobní železniční dopravě. Jako příklad zamýšlené činnosti bylo uvedeno připomínkování legislativních záměrů či dopravní politiky státu nebo jednání se Správou železnic, která dostatečně nenaslouchá potřebám dopravců a nezastupuje jejich cíle. Důvodem vzniku svazu není se vůči SŽ vymezovat, ale mít jako spolek silnější hlas. Plán spolku počítá s tím, že za deset let vzroste podíl železnice na přepravě cestujících z 9 na 14 %. Vzorem pro založení spolku bylo například sdružení nákladních železničních dopravců Žesnad, sdružení silničních dopravců ČESMAD Bohemia či Sdružení dopravních podniků ČR, sdružující dopravce v městské hromadné dopravě.

## Členové a vedení
Zakládajícími členy byly společnosti ARRIVA vlaky, České dráhy, RegioJet a AŽD Praha, první tři jmenované se rovněž staly členy tříčlenného představenstva, předsedou představenstva je společnost ARRIVA vlaky. K 11. únoru 2022 bylo oznámeno, že do svazu vstoupily společnosti Leo Express a Die Länderbahn CZ, čímž počet řádných členů dosáhl šesti dopravců, kteří zastupují 99,21 % trhu osobní železniční dopravy.
Stanovy rozlišují členství trojího druhu: řádné, přidružené a pozorující. K 16. únoru 2022 neuvádí web sdružení žádné přidružené ani pozorující členy.
Členové platí členské příspěvky a členské servisní poplatky podle druhu svého členství. Pro první rok platí každý řádný člen na základě rozhodnutí ustavující členské schůze 30 tisíc Kč členský příspěvek a 270 tisíc Kč členský servisní poplatek, pro přidružené členy jsou tyto částky poloviční, pro pozorující členy šestinové oproti řádným členům.
Orgány sdružení jsou valná hromada, představenstvo a výkonný ředitel. Funkční období členů volených orgánů sdružení je pětileté. 
Výkonným ředitelem je Ing. Petr Moravec.